# Salomon recevant la Reine de Saba
 (mai 2015).
Si vous disposez d'ouvrages ou d'articles de référence ou si vous connaissez des sites web de qualité traitant du thème abordé ici, merci de compléter l'article en donnant les références utiles à sa vérifiabilité et en les liant à la section « Notes et références ».
Salomon recevant la Reine de Saba est un tableau de Jacques Stella, réalisé vers 1650, qui représente le roi Salomon sur son trône, accueillant les présents de la reine de Saba. Cette huile sur toile est acquise par le musée des Beaux-Arts de Lyon au cours d'une vente publique le 10 avril 1992.

## Historique du tableau

### Extrait duLivre des Rois, chapitre 10
« La reine de Saba apprit la renommée de Salomon de par le Nom de Yahvé et vint éprouver celui-ci par des énigmes.
La reine lui pose un certain nombre de questions auquel il sait répondre avec sagesse.
Et elle dit au roi : "Ce que j'ai entendu dire sur toi et ta sagesse dans mon pays était donc vrai ! Béni soit Yahvé ton Dieu qui t'a montré sa faveur en te plaçant sur le trône d'Israël ; c'est parce que Yahvé aime Israël pour toujours qu'il t'a établi roi, pour exercer le droit et la justice." Elle donna au roi cent vingt talents d'or, une grande quantité d'aromates et des pierres précieuses … 
La reine de Saba avait apporté au roi Salomon une abondance d'aromates telle qu'il n'en vint plus jamais de pareille…Quant au roi Salomon, il offrit à la reine de Saba tout ce dont elle manifesta l'envie, en plus des cadeaux qu'il lui fit avec une munificence digne du roi Salomon. Puis elle s'en retourna et alla dans son pays, elle et ses serviteurs[réf. incomplète]. »

### Jacques Stella
Parmi les principaux artisans du « renouveau classique » de la peinture française du milieu du siècle et qui attend toujours une réhabilitation complète. Presque exclusivement située à Paris, son œuvre est abondante et dédiée aux amateurs, aux couvents et aux églises, comme pour le cardinal de Richelieu, Louis XIII ou Anne d’Autriche.

## Historique de l’œuvre
Ce tableau est légué par Claudine Bouzonnet-Stella (nièce de Jacques Stella) à Claude Périchon (cousin germain). Le testament de la nièce de Jacques Stella  est écrit le 23 mai 1693, alors qu'elle meurt le 1er octobre 1697.
Il appartient ainsi à la collection particulière de Claude Périchon jusqu’à sa vente en 1992 à Paris le 10 avril 1992 (14 h 30) à l’hôtel Drouot, au sein des salles 5 et 6.

### Description de l’œuvre
Nicolas Poussin donne l’exposé lapidaire de la sagesse du roi. Jacques Stella en assure le développement en traitant le sujet des fruits de cette sagesse, qui attire la reine de Saba et les plus grandes richesses, puis de sa perte conduisant Salomon, de ce fait, à l’idolâtrie.
Stella accumule les motifs, anime son coloris de tons rares et de multiples cangianti. Il renonce au pathétique et fait évoluer ses foules, enjouées, au sein de deux frises délicates où se répondent la lumière du matin et les éclairages nocturnes. De ce fait, nous pouvons dire que rarement hommage à Poussin n’aura été exprimé de manière aussi intériorisé et libre.

### Une œuvre en écho à celle de Nicolas Poussin
Il semble que Stella, avec son œuvre Salomon recevant la reine de Saba, ait voulu donner une sorte de réponse en contre-point au chef-d’œuvre de Poussin, Le Jugement de Salomon.
L'amitié de Jacques Stella avec Nicolas Poussin naît lors d’un séjour à Rome. Ils sont par la suite comparés l'un à l'autre, causant une certaine forme de rivalité entre eux plutôt qu’une émancipation de Stella pour son style lui-même.
La composition de Jacques Stella peut être qualifiée d’œuvre ambitieuse, tant par le format que par le sujet. Mais la clarté du propos n’y est altéré, ni par le nombre de personnages, ni par l’ampleur de la mise en scène. Stella cherche ici à rivaliser avec son ami Nicolas Poussin sur le terrain privilégié de la grande peinture d’Histoire. C'est là une réponse de l’ordre de « l’accompagnement et du commentaire sans jamais que Stella renonce à lui-même et méconnaisse ses limites », selon Gilles Chomer. Ce dernier juge alors le tableau comme illustrant parfaitement les dernières années de la carrière du peintre, et plus généralement son goût austère pour une lumière froide, des couleurs acides, et des figures à la fois statiques, sculpturales et précieuses.

### Une œuvre en écho à d’autres
Cette œuvre peut être mise en écho, par un balancement parfaitement classique, à la scène lumineuse où le jeune Salomon, au faîte de sa puissance, accueille la reine de Saba. De l’autre côté, des effets nocturnes d’une scène de débauche montrent le vieux Salomon adorant les idoles, entouré de ses courtisanes. Il crée ainsi Salomon sacrifiant aux idoles.

## Description du tableau

### Les personnages
Nous pouvons décompter neuf esclaves et six courtisanes du côté de la reine de Saba.
Du côté de Salomon se tiennent huit gardes et quatre personnes pouvant probablement être ses conseillers. 

#### Salomon
Vêtu de rouge, il porte ainsi le symbole de la puissance et du pouvoir. En plus de ce symbole, il renforce son image du pouvoir à travers le port d'une couronne et la possession d'un long bâton fin, tenu dans la main droite. Salomon se tient sur un piédestal, assis sur un trône d’or. Il pose un regard bienveillant sur l'assemblée lui faisant face. De plus, ses caractères physiques font écho aux représentations de Jésus de l’époque, à travers sa barbe et ses cheveux longs.

#### Les gardes
Les gardes de Salomon adoptent une attitude sereine. De plus, ils portent des casques différents, symbolisant une certaine question de grades entre eux.
Le garde de dos, en premier plan, est vêtu de bleu. Il s'agit d'un symbole traditionnel de droiture, montrée également par le fait qu'il soit davantage sur ses gardes, et porte la barbe.
Un autre soldat, en arrière-plan, porte un uniforme jaune, symbole de cérémonie, et donc habit de circonstance pour l'événement auquel ils assistent.

#### Les conseillers
Les conseillers de Salomon jaugent ce dernier, comme en attente d’une réaction de sa part face à la procession. D'autres regardent simplement la reine et sa Cour. Tous sont âgés, et représentent ainsi la sagesse.  

#### La reine de saba
La reine tient une fine baguette dorée dans sa main gauche et porte une couronne, formes de son pouvoir. Elle effectue un mouvement d’approche en direction de Salomon. Vêtue d’un drapé bleu et d’une robe blanche, elle porte ainsi un symbole de pureté, rappelant les représentations de la Vierge de l’époque

#### Les courtisanes
Les courtisanes regardent toutes leur reine, et portent de beaux vêtements. Elles ont un statut privilégié, de proximité avec leur reine. Faisant partie de la procession, elles sont également chargées de pierreries et d’objets précieux peu volumineux

#### Les esclaves
Les esclaves restent concentrés sur leur tâche. Peu vêtus,le à une peau de bête d'un tissu semblable à une peau de bête. Ils portent la barbe et les cheveux en bataille, qui est ici une preuve de manque de soin. Ils sont chargés des offrandes les plus lourdes, fragiles, encombrantes… 

### Le décor
Le décor du tableau montre la richesse du palais et des souverains par les colonnes en marbre rose et vert situées autour de la salle, les dorures qui ornent l'ensemble du palais, les chapiteaux sculptés en haut des colonnes et les frises situées avant le plafond, les guirlandes de fleurs en signe de cérémonie, la mosaïque au sol, les offrandes (bois de rose, coraux, épices, pierres, perles, coffres et amphores en or…) et l’arche menant vers l’extérieur en arrière-plan.

### Les couleurs et la lumière du tableau

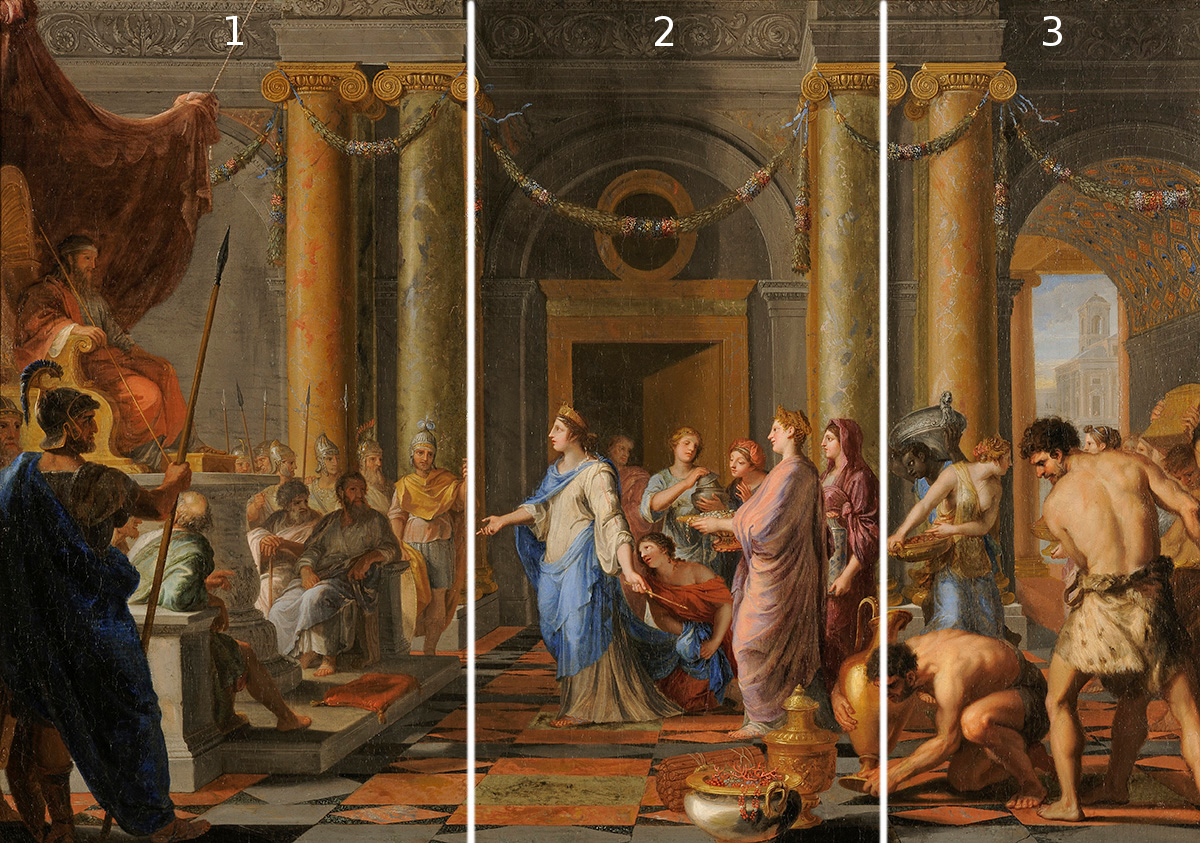
Découpage en trois parties

Le tableau peut se diviser en trois parties :
- Salomon, ses gardes et conseillers (partie gauche) ;
- la reine de Saba et ses courtisanes (partie centrale) ;
- les esclaves (partie de droite).

Les sources de lumière se trouvent à l’extérieur, sur la droite du tableau, ainsi qu’au-dessus de Salomon (derrière les rideaux pourpres) pour aller vers la reine. Ces rideaux cachent donc l’importance et la lumière à Salomon pour aller vers la reine, malgré le piédestal de ce dernier. Le jeu de regard entre les deux souverains, imité par leur cour respective, crée deux trajets de lignes directrices allant vers l’un et l’autre. La majorité des regards convergent cependant vers la reine, qui est accueillie au cœur du palais de Salomon.